# Jeremy Spencer
Jeremy Cedric Spencer (Hartlepool, 4 luglio 1948) è un cantante e chitarrista britannico.

## Biografia
Noto come membro originario del gruppo blues rock Fleetwood Mac, da lui cofondato nel 1969, è rimasto in questa band fino al febbraio 1971, quando ha deciso di diventare membro del nuovo movimento religioso Children of God.
Dopo alcuni album da solista usciti negli anni '70, ha continuato l'attività live senza incidere fino al 2006.

## Discografia
Fleetwood Mac
- 1968 - Fleetwood Mac
- 1968 - Mr. Wonderful
- 1969 - English Rose
- 1969 - The Pious Bird of Good Omen
- 1969 - Then Play On
- 1969 - Fleetwood Mac in Chicago
- 1970 - Kiln House
- 1971 - The Original Fleetwood Mac
- 1971 - Greatest Hits

Solista
- 1970 - Jeremy Spencer
- 1972 - Jeremy Spencer and the Children
- 1979 - Flee
- 2006 - Precious Little
- 2012 - Bend in the Road
- 2014 - Coventry Blue